# Línea A1 del Aerobús
La línea A1 del Aerobús es una línea de autobús interurbano de Cataluña que une la ciudad de Barcelona con la Terminal 1 del Aeropuerto de Barcelona-El Prat, situada en El Prat de Llobregat. Circula los 365 días del año, con una frecuencia en la mayor parte del día de 5 minutos. El trayecto dura aproximadamente 35 minutos.

## Horarios
| A1                             | A: Aeropuerto de Barcelona-El Prat Terminal 1                                                       | A: Pl. Catalunya                                                                                  |
| Laborables, sábados y festivos | De 05.30 h a 06.50 h cada 10 min. De 06.50 h a 21.45 h cada 5 min. De 21.45 h a 00.30 h cada 10 min | De 06.10 h a 07.30 h cada 10 min De 07.30 h a 22.25 h cada 5 min De 22.25 h a 01.05 h cada 10 min |

## Características
| Prestación                       | Disponibilidad en la línea |
| -------------------------------- | -------------------------- |
| Adaptada a                       | Sí                         |
| TMB iBus (tiempo de espera )     | No                         |
| Pantallas informativas           | No                         |
| Espacio reservado para equipajes | Sí                         |
| Línea de tránsito rápido         | No                         |
| Circula en días festivos         | Sí                         |